# Andrzej Trzos-Rastawiecki

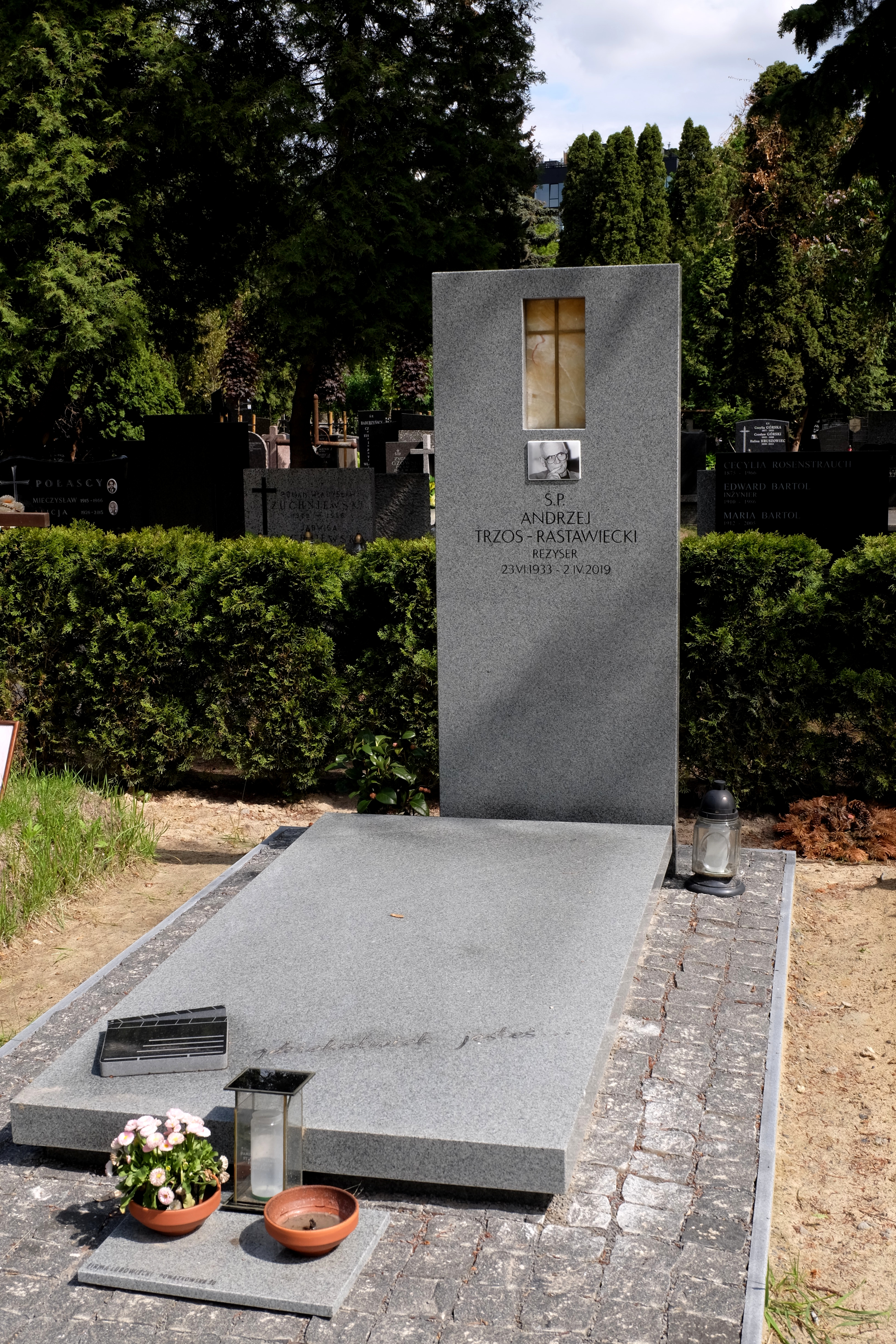
Grób Andrzeja Trzosa-Rastawieckiego na Cmentarzu Wojskowym na Powązkach w Warszawie

Andrzej Trzos-Rastawiecki (ur. 23 czerwca 1933 we Lwowie, zm. 2 kwietnia 2019 w Warszawie) – polski reżyser i scenarzysta filmów dokumentalnych i fabularnych.
W latach 1990–1993 przewodniczący Polskiej Federacji DKF.

## Życiorys
Był synem lwowskiego notariusza Bolesława Trzosa i skrzypaczki Ireny Rastawieckiej.
Ukończył studia na Politechnice Krakowskiej i Wydziale Reżyserii PWSTiF w Łodzi (dyplom w 1964).
Jego filmy charakteryzowały się umiejętnym łączeniem warsztatów dokumentalisty i fabularzysty oraz wykorzystywaniem materiałów archiwalnych. Łączył rolę reżysera i scenarzysty.

## Życie prywatne
Był ojcem Marka Trzosa-Rastawieckiego.

## Miejsce spoczynku
Został pochowany w Alei Zasłużonych na Cmentarzu Wojskowym na Powązkach (kwatera G-tuje-43).

## Filmografia

### Filmy dokumentalne
- 1963: Biblioteka współczesna – scenariusz
- 1964: Po prostu zwykli ludzie... – realizacja, scenariusz
- 1966: Pawiak – realizacja, scenariusz
- 1966: Przechodnie – realizacja, scenariusz
- 1967: Korowód – realizacja, scenariusz[4]
- 1967: Godziny szczytu – realizacja, scenariusz
- 1967: Koń a sprawa polska – scenariusz
- 1968: Michał – realizacja, scenariusz
- 1969: Anna – realizacja, scenariusz
- 1969: Rocznica – realizacja, scenariusz
- 1970: Champion – realizacja, scenariusz
- 1970: Śpiewa Krystyna Jamroz – reżyseria
- 1972: M – jak motoryzacja – reżyseria
- 1972: Pięciu z nas – reżyseria, scenariusz
- 1976: Enigma – realizacja, scenariusz
- 1977: A-1 – reżyseria
- 1979: Pielgrzym – reżyseria
- 1981: Kampucza – reżyseria, scenariusz
- 1990: Lider – reżyseria, scenariusz
- 1997: Pułkownik Kukliński – reżyseria, scenariusz
- 2005: Konfrontacja – reżyseria, scenariusz
- 2007: Ballada o prawdziwym kłamstwie – reżyseria, scenariusz

### Filmy i seriale fabularne
- 1965: Śmierć w środkowym pokoju
- 1970: Najlepszy kolega
- 1971: Trąd
- 1974: Zapis zbrodni
- 1976: Skazany
- 1978: ...Gdziekolwiek jesteś panie prezydencie...
- 1985: ... jestem przeciw
- 1989: Po upadku. Sceny z życia nomenklatury
- 1995: Archiwista (serial TV)
- 2001: Marszałek Piłsudski (serial TV)

## Order i nagrody
W 2013 r. za wybitne zasługi dla polskiej kultury, za osiągnięcia w twórczości filmowej i wkład w rozwój polskiego kina dokumentalnego został postanowieniem prezydenta Bronisława Komorowskiego odznaczony Krzyżem Oficerskim Orderu Odrodzenia Polski.
- 1970: Syrenka Warszawska, Nagroda Klubu Krytyki Filmowej SDP przyznana podczas Ogólnopolskiego Festiwalu Filmów Krótkometrażowych w Krakowie za film Egzamin
- 1971: Nagroda włoskiego centrum sportowego na MFF Sportowych w Cortina d’Ampezzo za film Champion
- 1972: nagroda na MFFK w Guadalajarze za film Egzamin
- 1973: Wyróżnienie Jury na KSF „Młodzi i Film” za film Trąd
- 1973: II nagroda na Turnieju Filmów Sportowych w Zakopanem za film Champion
- 1974: Dukat Filmowy, nagroda FIPRESCI na MTF w Mannheim za film Zapis zbrodni
- 1974: Nagroda Główna Jury na FPFF za film Zapis zbrodni
- 1975: nagroda ZSMP na LLF w Łagowie za film Zapis zbrodni
- 1975: Grand Prix „Wielki Jantar” KSF „Młodzi i Film” za film Zapis zbrodni
- 1976: nagroda za najlepszy scenariusz na FPFF za film Skazany
- 1976: Nagroda Muzeum Techniki NOT za najlepszy film polski służący kształtowaniu kultury technicznej popularyzującej tradycje techniki i ochronę jej zabytków, jako dokument kultury narodowej lub wskazującej myśli, sylwetki polskich uczonych oraz techników zasłużonych dla rozwoju nauki i techniki na Ogólnopolskim Festiwalu Filmów Krótkometrażowych w Krakowie za film Enigma
- 1978: Nagroda Specjalna Jury na FPFF w Gdańsku za film Gdziekolwiek jesteś panie prezydencie...
- 1979: Nagroda Główna na MFF Historycznych w Cordobie za film Gdziekolwiek jesteś panie prezydencie...
- 1985: Nagroda Główna Srebrne Lwy na FPFF w Gdańsku za film ... jestem przeciw
- 1986: Nagroda Szefa Kinematografii za twórczość filmową w dziedzinie filmu fabularnego za rok 1985 (film ... jestem przeciw)